# Міст Солідарності

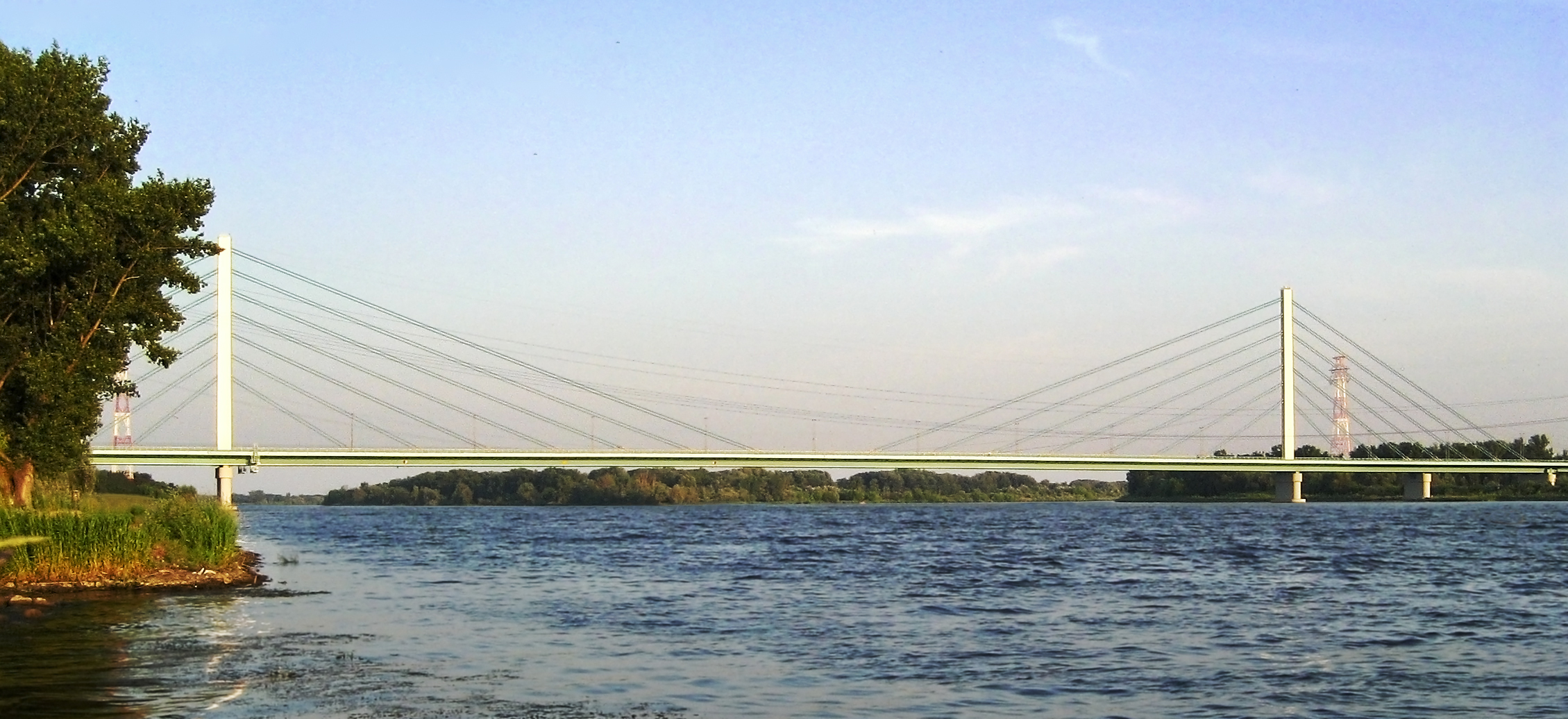
Довжина головного прольоту становить 375 м.

Міст Солідарності (пол. Most Solidarności) — вантовий міст на річці Вісла в Плоцьку. Міст є найбільшим у Польщі, його загальна довжина становить 1712 м. Основний проліт — 375 м.
Міст Солідарності має чотири смуги руху і з'єднує національні магістралі 60 і 62.

## Історія
Будівництво моста було розпочате в липні 2002 року і продовжувалося до жовтня 2007-го. Урочисте відкриття відбулося 13 жовтня 2007 року. При будівництві моста було використано 12,6 тис. т сталевих конструкцій (3 тис. т армованої сталі), близько 19 тис. кубометрів бетону та 3 тис. метрів набивних паль.

## Технічні характеристики

### Габаритні розміри мосту
| Вимір                                          | Значення, м |
| ---------------------------------------------- | ----------- |
| Головний проліт                                | 375         |
| Довжина над річкою                             | 615         |
| Довжина на лівому березі                       | 585         |
| Довжина на правому березі                      | 512         |
| Загальна довжина                               | 1712        |
| Ширина                                         | 27,5        |
| Ширина на правому березі                       | 2 × 11,12   |
| Ширина проїжджої частини                       | 2 × 8,8     |
| Ширина проїжджої частини на правому березі     | 2 × 8,6     |
| Ширина смуги пішохідного та велосипедного руху | 2 × 2,5     |
| Ширина тротуару                                | 2 × 0,9     |
| Ширина центральної смуги руху                  | 2,5         |
| Висота пілонів                                 | 63,7        |